# ژان پیر نسامه
ژان پیر نسامه (انگلیسی: Jean-Pierre Nsame؛ زادهٔ ۱ مهٔ ۱۹۹۳) بازیکن فوتبال اهل فرانسه است.
از باشگاه‌هایی که در آن بازی کرده‌است می‌توان به باشگاه فوتبال آنژه، باشگاه ورزشی آمیان، باشگاه فوتبال سروت ۱۸۹۰، و باشگاه ورزشی یانگ بویز برن اشاره کرد.
وی همچنین در تیم ملی فوتبال کامرون بازی کرده‌است.